# Jullian Torse
Джуліан Торс  (справжнє ім'я Денис Бенько, народився 25 червня 1989, в місті Каунас, Литва) - український рок музикант, екстрим вокаліст прогресив метал гурту Korypheus [Архівовано 19 лютого 2021 у Wayback Machine.]. У свій час жив у Вюндсдорфі, Німеччина.

## Музична кар'єра
В 2008 році став фронтменом легендарної дез метал групи Fleshgore. Йому було на той момент 18 років. У течії усього свого періоду у Флешгорі, Джуліан встиг виступити на великих майданчиках з такими грандами метал сцени як Soulfly, Cannibal Corpse, Caliban, Cynic, Gorgoroth, Samael, Infected Rain і іншими. Так само записав з ними альбом Defiance To Evil, який вийшов у 2012 році. Після виходу альбому, покинув колектив і почав брати участь в інших проектах: Ace N Heels, Limbo, Ass Destroyer. У 2018 році Джуліана запросили стати фронтменом  металкор коллективу Yes I Am Sick , з ними записав альбом Faceless. За деякими обставинами покинув Yes I Am Sick і почав щільно займатися проектом Korypheus. На даний момент з Korypheus Джуліан Торс випустив альбом Over The Rainbow. Альбом був виданий на французькому лейблі M&O Music і світовому дистриб'юторові Season Of Mist.

## Дискографія Джуліана Торса
- 2012 — Fleshgore - Defiance To Evil
- 2019 — Yes I Am Sick - Faceless
- 2020 — Korypheus - Over The Rainbow

### Відеокліпи
- 2010 — Fleshgore Live MHM (DVD)
- 2013 — Ace N Heels - Don't Stop To Drink
- 2018 — Yes I Am Sick - Am I Insane
- 2020 — Korypheus - Over The Rainbow
- 2020 — Korypheus - Wonder
- 2021 — Korypheus - Goliath

### Сингли
- 2016 — Ass Destroyer - Faceless
- 2019 — Xylinroom feat Jullian Torse - Faceless Inside

### Музичні проекти
- 2008 - 2012 — Fleshgore
- 2018 - 2020 — Yes I Am Sick
- 2019 - по сьогодняшній день — Korypheus